# Pseudodexia eques
Pseudodexia eques är en tvåvingeart som först beskrevs av Christian Rudolph Wilhelm Wiedemann 1830.  Pseudodexia eques ingår i släktet Pseudodexia och familjen parasitflugor. Inga underarter finns listade i Catalogue of Life.